# James H. Johnson
Pour les articles homonymes, voir James Johnson et Johnson.
James Henry Johnson, né en 1874 et mort le 15 novembre 1921 à Paddington au Royaume-Uni, est un patineur artistique britannique.
Le couple qu'il formait avec sa femme Phyllis Johnson fut champion du monde de patinage artistique en 1909 et 1912 et médaillé d'argent aux Jeux olympiques d'été de 1908.

## Palmarès
Avec Phyllis Johnson
| Compétition                                                                | 1908 | 1909 | 1910 | 1911 | 1912 | 1913 | 1914 |
| Jeux olympiques d'hiver                                                    | 2e   |      |      |      | X    |      |      |
| Championnats du monde                                                      |      | 1er  | 3e   |      | 1er  |      |      |
| Championnats de Grande-Bretagne                                            |      |      |      |      |      |      | 1er  |
| Légende : X = Pas de patinage artistique aux Jeux olympiques d'été de 1912 |      |      |      |      |      |      |      |